# Damrongia fulva
Damrongia fulva là một loài thực vật có hoa trong họ Tai voi (Gesneriaceae). Loài này sinh sống trong khu vực Nakhon Si Thammarat, Surat Thani ở miền nam Thái Lan, được Euphemia Cowan Barnett mô tả khoa học đầu tiên năm 1961 dưới danh pháp Chirita fulva. Năm 2011, D.J.Middleton & A.Weber chuyển nó sang chi Damrongia.